# 漫画作品一覧
漫画作品一覧（まんがさくひんいちらん）では、世界の漫画作品を列挙する。Wikipedia内に記事があるものを中心とする。
50音順だが、非英語圏の漫画もあるためアルファベット順にしていない。

## アジア
日本の作品については、日本の漫画作品一覧を参照。
- 折紙戦士（折紙戰士）
- ラグナロク（라그나로크)

## 北アメリカ
- アボットとコステロ (Abbot and Costello)
- いとしのマイ・キャット☆LOKI (My Cat Loki)
- Vフォー・ヴェンデッタ (V for Vendetta)
- ウィッチブレイド (Witchblade)
- ウェットワークス (Wetworks)
- 兎用心棒 (Usagi Yojimbo)
- X-メン（X-men）
- オフ★ビート-BOY・ミーツ・BOY-（Off*beat）
- カルビンとホッブス (Calvin and Hobbes)
- ガーフィールド (Garfield)
- ゴーストライダー (Ghost Rider)
- ゴーストワールド (Ghost World)
- サイバーフォース (Cyberforce)
- サベッジドラゴン (Savage Dragon)
- シャドーホーク (Shadowhawk)
- スパイダーマン (Spider-Man)
- スーパーマン (Superman)
- スポーン（Spawn）
- 世界一賢い子供、ジミー・コリガン (Jimmy Corrigan, the Smartest Kid on Earth)
- ダークネス (Darkness)
- ちびっこたち (Li'l Folks)
- 超人ポープマン (The Incredible Popeman)
- デアデビル（Daredevil）
- ディルバート (Dilbert)
- トムとジェリー (Tom and Jerry)
- ドラマコン (Dramacon)
- ドリーミング　～夢幻学園～ (The Dreaming)
- ナイトメアアンドフェアリーテイル (Nightmares & Fairy Tales)
- バットマン (Batman)
- パニッシャー (Punisher)
- ハルク (Hulk)
- ピーナッツ (Peanuts)
- フラッシュ・ゴードン (Flash Gordon)
- ブロンディ (Blondie)
- ポパイ (Popeye)
- マウス――アウシュヴィッツを生きのびた父親の物語 (Maus)
- メガトーキョー (Megatokyo)
- リーグ・オブ・エクストラオーディナリー・ジェントルメン (League of Extraordinary Gentlemen)
- ルアン (Luann)
- ワイルドキャッツ (Wildcats)

## 南アメリカ
- セニーニャと仲間たち（Senninha e sua turma）
- マファルダ (Mafalda)
- モニカと仲間たち (Turma da Mônica)

## ヨーロッパ
- 2000AD
- アステリックスの冒険（Les aventures d'Asterix）
- タンタンの冒険旅行 (Les aventures de Tintin)
- Pink Diary (Pink Diary)
- ペルセポリス (Persepolis)
- ヨーコ・ツノ (Yoko Tsuno)